# Marathon (motorfiets)
Marathon is een historisch Amerikaans motorfietsmerk dat in 1910 tweecilinder tweetakten met asaandrijving maakte.